# Teorema CPT
O teorema CPT é o princípio segundo o qual os sistemas físicos são invariantes para transformações que envolvem, concomitantemente, as operações de inversão da carga {\displaystyle C}, inversão de paridade {\displaystyle P} e inversão do tempo {\displaystyle T}. É uma simetria de qualquer interação que, sob as três transformações todas as leis físicas terão de ser invariantes.
O teorema CPT foi originalmente sugerido por Julian Schwinger em 1951, e uma derivação mais robusta foi proposta por Gerhard Lüders e Wolfgang Pauli em 1954.

## História
Na década de 50, pesquisas revelaram a violação da simetria {\displaystyle P} para alguns fenômenos que envolvem os campos da força nuclear fraca (não são bem conhecidas as violações de simetria {\displaystyle C} e {\displaystyle T}). Por um tempo curto, acreditava-se que a simetria CP combinada era preservado por todos os fenômenos físicos, mas descobriu-se mais tarde, também esta também fora violada. Existe um teorema que deriva preservar a simetria CPT para todos os fenômenos físicos, assumindo a correção das leis da mecânica quântica. Essa simetria é reconhecida como uma propriedade fundamental das leis da física.